# Manacapuru
Manacapuru é um município brasileiro localizado na Região Metropolitana de Manaus, no estado do Amazonas. É a terceira cidade mais populosa do estado com 101 883 habitantes, segundo o Censo Demográfico do Brasil de 2022 feito pelo IBGE. Situada às margens do rio Solimões, a 93 quilômetros de Manaus via terrestre, o principal acesso à cidade é através da Rodovia Manoel Urbano, onde está a Ponte Jornalista Phelippe Daou, sendo fundamental para a integração e o desenvolvimento da Grande Manaus.
O município ocupa uma área de 7 336,579 km², representando 0.4705% da área do estado do Amazonas, 0.1903 % da Região Norte e 0.0862 % de todo o território brasileiro. Manacapuru possui uma temperatura média anual mínima de 24 °C e de 35 °C como média máxima. A vegetação, típica da região amazônica é formada por florestas de várzea e terra firme, tendo ao seu redor um relevo composto por lagos, ilhotes e uma pequena serra.
Fundada em 1786, originou-se de uma aldeia de índios muras, cuja pacificação teria ocorrido em 1785, que se estabeleceram na margem esquerda do rio Solimões por volta do século XVIII, fazendo com que surgisse a localidade. Manacapuru é conhecida nacionalmente como a Princesinha do Solimões, apelido que ostenta desde meados do século XIX. Muitos de seus atrativos naturais são conhecidos nacionalmente, assim como sua tradicional festa popular, o Festival de Ciranda de Manacapuru, o que coloca o município entre os mais visitados por turistas na Amazônia.
Manacapuru possui o terceiro maior PIB do Amazonas, representando, isoladamente 1,35% de todo o PIB do estado. O seu Índice de Desenvolvimento Humano (IDH) é de 0,614, sendo considerando inferior à média nacional e médio, comparando com o IDH apresentado pelo estado que foi de 0,674. O município contava, em 2022, com 66 estabelecimentos de saúde (Hospitais, UBS e Consultórios Médicos). Sua padroeira é Nossa Senhora de Nazaré e a Igreja Matriz é o principal cartão-postal da cidade.

## Etimologia
Manacapuru é uma palavra de origem indígena, que deriva das expressões Manacá e Puru. Manacá é uma planta brasileira das dicotiledôneas, da família solanaceae. Em tupi-guarani, a palavra significa "Flor". Já a palavra "Puru" possui a mesma origem, sendo distinto apenas o significado, que quer dizer enfeitado ou matizado. Assim sendo, Manacapuru em tupi-guarani significa Flor Matizada.
Outra possível tradução do nome do 
município de Manacapuru vem do dialeto indígena mura e significa também "Flor Matizada". Mana: Flor. Capuru: Matizada. O nome Manacapuru faz referência a uma aguerrida cunha poranga que governava com mão de ferro, esta nação das margens esquerda do Rio Solimões onde hoje se encontra a cidade do mesmo nome.

## História
Os índios muras, antigos habitantes da região, ocupavam a área que pertence ao atual município de Manacapuru, já no século XVII. Os muras eram conhecidos pelos portugueses como índios belicosos e hostis, motivo pelo qual foram alvos de guerras movidas pelo invasores portugueses, a partir de 1774, sob o comando de Matias Fernandes e do diretor da aldeia de Santo Antônio do Imaripi, situada no Japurá, muito distante da região.
Por conta da grande distância de Japurá à localização dos muras, por volta de 1785 já existia, à margem do rio Solimões, pouco abaixo da foz do rio Manacapuru, uma feitoria de pesca denominada Caldeirão, cuja produção era destinada ao abastecimento da guarnição militar sediada em Barcelos, que a essa época era sede da capitania. A feitoria de pesca era administrada por Sebastião Pereira de Castro.
Sebastião Pereira de Castro comunicou ao general Pereira Caldas a grande migração de índios muras vindos de outras regiões para a localidade. Segundo Castro, em 27 de setembro daquele ano, haviam chegado ali um "grosso número de gentio mura", que desejavam estabelecer-se nas vizinhanças. Em resposta a essa comunicação, o general Pereira Caldas recomendou que os índios fossem deslocados para o povoado de Anamã - que mais tarde viria a ser um município - ou um outro lugar designado pelo administrador. O local escolhido para o estabelecimento dos muras foi a margem do lago Manacapuru. Ali, cerca de 290 indígenas muras se estabeleceram em 15 de fevereiro de 1786, edificando assim, a povoação que recebeu o nome de Manacapuru, nome este pertencente ao lago.

### Formação administrativa
A Freguesia de Nossa Senhora de Nazaré de Manacapuru foi criada em 12 de agosto de 1865, a partir da lei n.º 148. A freguesia tinha sede no povoado de Manacapuru. Com a lei n.º 83, de 27 de setembro de 1894, criou-se o município de Manacapuru, com território desmembrado do município de Manaus. A instalação só ocorreu em 16 de junho de 1895.
A Comarca de Manacapuru foi criada pela lei n.º 354 de 10 de setembro de 1901. Através da lei n.º 1.126 de 5 de novembro de 1921, a comarca foi extinta, e só restabelecida no ano seguinte, em 1922, por força da lei n.º 1.133 de 7 de fevereiro. Foi concedido ao município foros de cidade em 16 de julho de 1932, com o ato estadual n.º 1.639.
Com a divisão administrativa vigente em dezembro de 1959, três distritos formavam o município: Manacapuru, Beruri e Caapiranga, sendo que os três já foram emancipados.
Atualmente, o município possui apenas o distrito de Caviana, o qual também já teve proposta, em 2010, sua emancipação, juntamente com outros vinte e sete distritos no estado do Amazonas.

### História recente
Em decorrência do crescimento demográfico de Manacapuru, que atualmente ostenta a posição de quarta cidade mais populosa do Amazonas e uma das maiores em população da Região Norte, o município foi incluído à Região Metropolitana de Manaus em 27 de dezembro de 2007.
Possui atualmente área de 7,329 quilômetros quadrados. e seu Índice de Desenvolvimento Humano (IDH) é de 0,663.

## Geografia

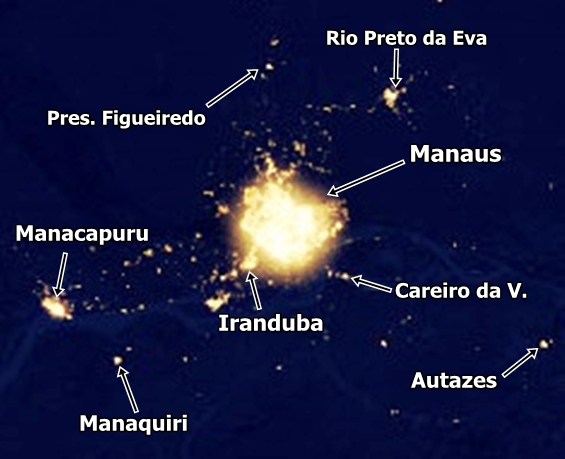
Imagem de satélite noturna mostra Manacapuru inserida no processo de conurbação da Grande Manaus.

O município de Manacapuru está situado à margem esquerda do rio Solimões, na confluência deste com o rio Manacapuru, a sudoeste da capital do Amazonas, a 93 km via terrestre da mesma. Suas coordenadas geográficas são as seguintes: 3° 18' 15" de latitude sul e 60° 37' 03" de longitude W. Gr.
Há um grande potencial aquático, florístico e faunístico em seu território. Foi o primeiro município do Amazonas a ter em sua área territorial um Sistema Municipal de Unidade de Conservação (SMUC) - a Reserva de Desenvolvimento Sustentável do Piranha - além da Área de Proteção Ambiental do Miriti e dos Lagos de Manutenção do Paru e Calado.
A vegetação da localidade caracteriza-se em quase sua totalidade por áreas de várzea e terra firme, do qual recebe intensa influência.

### Municípios limítrofes
Manacapuru limita-se com seis municípios, a saber: Iranduba e Manaquiri ao leste; Beruri ao sul; Anamã e Caapiranga ao oeste; e Novo Airão ao norte e noroeste.
Com o município de Iranduba
O limite de Manacapuru com Iranduba se inicia na cabeceira do Igarapé Açú, divisor de águas entre os rios Negro e Manacapuru. Este divisor se estende para sudeste, alcançando as cabeceiras do Igarapé da Anta, por sua linha mediana, até alcançar a confluência no lago Aracapuri. A partir daí, o Igarapé Açú, dividindo os dois municípios, estende-se até alcançar o lago Ubim. 
Na região norte do município, a linha divisória deste com Iranduba é a rodovia AM-070, que liga Manaus a Novo Airão. Também nesta região, o divisor do município é o Paraná do Ariaú, lago que desemborca no rio Solimões.
Com o município de Manaquiri
O limite entre Manacapuru e Manaquiri se inicia na margem direita do rio Solimões, subindo por essa margem até alcançar o lago Paraná do Barroso, na parte mais ocidental da ilha do Barroso. A partir daí, o limite entre os dois municípios se dá por uma linha atravessando o povoado de Paraná do lago Grande, até alcançar o lago Grande. A partir deste lago, o divisor entre os dois municípios torna-se novamente o rio Solimões, finalizando no lago Manaquiri e na nascente do Igarapé Sucuri.
Com o município de Beruri
Manacapuru inicia seu limite territorial com Beruri também na nascente do Igarapé Sucuri. Após o Igarapé Sucuri, o divisor territorial dos municípios passa a ser o Igarapé Pupunha, que divide os limites através de uma linha mediana, até alcançar os lagos do Acarituba, Papagaio e Baruri. A partir daí, o divisor territorial torna-se o rio Solimões.
Com o município de Anamã
Inicia-se na margem direita do rio Solimões, na parte mais ocidental da ilha do Iauara, descendo o rio pela margem ocidental. A partir daí o divisor territorial entre Manacapuru e Anamã torna-se uma linha mediana, até alcançar sua interseção com o paralelo de 3º 30' sul.
Com o município de Caapiranga
Começa no paralelo de 3º 30' sul. Este paralelo, para nordeste, alcança a nascente Igarapé Cuité. Outros divisores usados para os limites territoriais entre Manacapuru e Caapiranga são os lagos Cabaliana, Paraná do Anamã, Campina, Cláudio e Piraí e os rios Manacapuru e Solimões.
Com o município de Novo Airão
O limite entre os dois municípios se inicia no Igarapé Piraí e alcança o Igarapé Posto da Petrobrás. O rio Manacapuru é usado como limite entre os dois municípios, após o fim do Igarapé da Petrobrás. Por fim, o rio Negro finaliza o limite geográfico e territorial entre Manacapuru e Novo Airão.

### Clima
Manacapuru possui clima tropical úmido, presente em toda a Amazônia. O clima é amenizado por alta pluviosidade e pelos ventos alísios que sopram do Atlântico. Quedas de temperatura são comuns no município e diminuem bastante os rigores de calor, acontecendo quase sempre à noite. Há duas estações distintas: inverno, que se inicia em dezembro, e verão, que se inicia em maio.
Entre abril de 1958 e dezembro de 1960, a maior temperatura registrada em Manacapuru foi de 35,8 °C, observada no dia 15 de outubro de 1958. A mínima foi de 18,1 °C, no dia 21 de julho de 1958. Também durante este período, o maior acumulado de chuva ocorrido em 24 horas foi de 94 mm, em 29 de dezembro de 1958.
| Temperatura e precipitação média em Manacapuru | Temperatura e precipitação média em Manacapuru | Temperatura e precipitação média em Manacapuru | Temperatura e precipitação média em Manacapuru | Temperatura e precipitação média em Manacapuru | Temperatura e precipitação média em Manacapuru | Temperatura e precipitação média em Manacapuru | Temperatura e precipitação média em Manacapuru | Temperatura e precipitação média em Manacapuru | Temperatura e precipitação média em Manacapuru | Temperatura e precipitação média em Manacapuru | Temperatura e precipitação média em Manacapuru | Temperatura e precipitação média em Manacapuru | Temperatura e precipitação média em Manacapuru |
| Mês                                            | Jan                                            | Fev                                            | Mar                                            | Abr                                            | Mai                                            | Jun                                            | Jul                                            | Ago                                            | Set                                            | Out                                            | Nov                                            | Dez                                            | Ano                                            |
| ---------------------------------------------- | ---------------------------------------------- | ---------------------------------------------- | ---------------------------------------------- | ---------------------------------------------- | ---------------------------------------------- | ---------------------------------------------- | ---------------------------------------------- | ---------------------------------------------- | ---------------------------------------------- | ---------------------------------------------- | ---------------------------------------------- | ---------------------------------------------- | ---------------------------------------------- |
| Média das temperaturas máximas °C              | 30,7                                           | 30,8                                           | 30,8                                           | 30,8                                           | 30,8                                           | 30,9                                           | 31,3                                           | 32,4                                           | 32,7                                           | 35,1                                           | 32,1                                           | 31,4                                           | 32,5                                           |
| Temperatura média °C                           | 26,2                                           | 26                                             | 26,1                                           | 26,1                                           | 26,1                                           | 26,1                                           | 26,7                                           | 27,4                                           | 28,5                                           | 29,3                                           | 28,4                                           | 27,7                                           | 27,6                                           |
| Média das temperaturas mínimas °C              | 22,9                                           | 23                                             | 23,1                                           | 23,1                                           | 23,1                                           | 22,8                                           | 22,5                                           | 22,8                                           | 23,2                                           | 23,4                                           | 23,5                                           | 23,3                                           | 22,8                                           |
| Precipitação média mm                          | 285,9                                          | 274,7                                          | 328,9                                          | 287,1                                          | 202,4                                          | 107,2                                          | 67,7                                           | 44,2                                           | 69,2                                           | 121,6                                          | 166,3                                          | 227,8                                          | 2012,2                                         |

### Hidrografia
Manacapuru está localizada junto à bacia hidrográfica Amazônica. Os rios que passam por Manacapuru são os rios Solimões e o Manacapuru, que dá origem ao nome da cidade. O rio Solimões começa no Peru e, ao entrar no Brasil, no município de Tabatinga, recebe o nome de Solimões.
Além dos rios Solimões e Manacapuru, banham o município os rios Purus e Jará.

### Fauna e flora

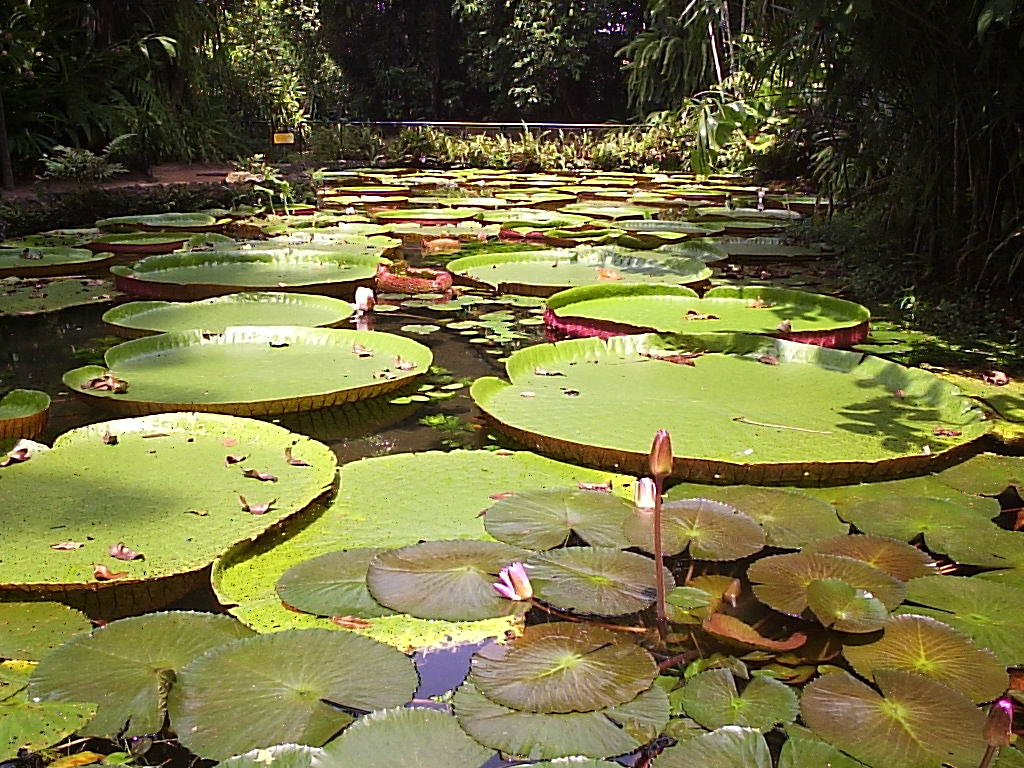
Vitória-régia, a maior flor do mundo.

A fauna e flora da Amazônia é diversificada, sendo encontrada a mesma fauna da floresta tropical úmida presente na Amazônia em diversos municípios. É possível encontrar no município, inúmeras espécies de plantas e pássaros, inúmeros anfíbios e milhões de insetos.
Os grandes mamíferos da água, como o peixe-boi e o boto, são encontrados principalmente em regiões sem muita movimentação do rio Negro. A hidrografia do município é privilegiada, principalmente na divisa com Novo Airão, este conhecido por ser a "terra do Peixe-boi". Algumas árvores de origem amazônica, como a andiroba e mafumeira (também conhecida como Sumaúma), são encontradas em algumas regiões da cidade, principalmente em áreas intactas. Na área urbana, pouco se encontra tais árvores.. Répteis como tartarugas, caimões e víboras também ali habitam. Há pássaros e peixes de todas as espécies, plumagens e peles. Em algumas regiões ao longo dos rios, encontramos a planta vitória-régia, cujas folhas circulares chegam a mais de um metro de diâmetro.

## Demografia
A população do município, de acordo com o Censo de 2022 promovido pelo Instituto Brasileiro de Geografia e Estatística (IBGE) era de 101 883 habitantes, sendo o 3º mais populoso do estado e apresentando uma densidade populacional de 13,89 habitantes por km². Segundo o censo de 2022, 51,02% da população era homens (51.978) e 48,98% eram mulheres (49 905), a idade mediana da população era de 25 anos. 
O crescimento populacional de Manacapuru em comparação com o Censo de 2010 foi de 19,66%. Em um período de nove anos, entre 1991 e 2000, a população de Manacapuru teve uma taxa média de crescimento anual de 2,97%, onde sua população se elevou de 57 173 habitantes em 1991 para 73 695 habitantes em 2000. Em contrapartida, a taxa de urbanização cresceu apenas 2,66% passando de 63% de urbanização no município, em 1991, para 64,67% em 2000. Em 2000, a população do município representava 2,62% da população do estado e 0,04% da população do país.
Ainda no período de 1991 a 2000, houve um declínio no quesito razão de dependência. Em 1991, a razão de depedência entre os habitantes era altíssima: 107,6%. Em 2000, com o declínio, este índice baixou para 85% dos habitantes.
O Índice de Desenvolvimento Humano Municipal (IDH-M) de Manacapuru é considerado médio pelo Programa das Nações Unidas para o Desenvolvimento (PNUD). No ano de 2000, considerando apenas a educação, o valor do índice é de 0,761 enquanto o do Brasil é 0,849. O índice da saúde é de 0,684 (o brasileiro é 0,787) e o de renda é de 0,544 (o do Brasil é 0,723). Comparado aos outros municípios do Brasil, Manacapuru apresenta uma situação intermediária, ocupando a 3.555ª posição no quesito IDH, sendo que 3.554 municípios (64,5%) estão em situação melhor e 1.952 municípios (35,5%) estão em situação pior ou semelhante. Comparando com os municípios do Amazonas, Manacapuru apresenta uma situação considerada razoável: ocupa a 15ª posição, sendo que 14 municípios (22,6%) estão em situação melhor e 47 municípios (77,4%) estão em situação pior ou semelhante. No período de 1991 a 2000 o IDH de Manacapuru cresceu 11,24% passando de 0,596 em 1991 para 0,663 em 2000. A Longevidade foi o que mais contribuiu para este crescimento, com 51,2%, seguida pela Educação, com 49,8%. Caso Manacapuru mantivesse esta taxa de crescimento de IDH, levaria 26 anos para alcançar São Caetano do Sul, o município com o melhor IDH do Brasil (0,919) e 12 anos para alcançar Manaus, o município com o melhor IDH do estado (0,774).

### Composição étnica
Os traços culturais, políticos e econômicos herdados dos portugueses, espanhóis e holandeses marcam o município de Manacapuru. Cresceu assim, mas voltando um pouco atrás na história, não se pode esquecer a importância dos ameríndios no quesito contribuição étnica. Foram os ameríndios que iniciaram a ocupação humana na Amazônia, e seus descendentes, os caboclos, desenvolveram-se em contato íntimo com o meio ambiente, adaptando-se às peculiaridades regionais e oportunidades oferecidas pela floresta.
Na sua formação histórica, a demografia de Manacapuru é o resultado da miscigenação das três etnias básicas que compõem a população brasileira: o índio, o europeu e o negro, formando, assim, os mestiços da região (caboclos). Mais tarde, com a chegada dos imigrantes, especialmente japoneses e judeus vindos do Marrocos, formou-se um caldo de cultura singular, que caracteriza a população da cidade, seus valores e modo de vida. A cidade abriga uma notável comunidade marroquina, em sua maioria judeus.
Segundo o censo de 2022 do IBGE, a população de Manacapuru está composta por: pardos (82,93 % ou 84 487 habitantes), brancos (12,39 % ou 12 620 habitantes), pretos (3,83 % ou  3898 habitantes), indígenas (0,81 % ou 830 habitantes) e amarelos (0,05 % ou 48 habitantes). 

### Religião
A variedade cultural em Manacapuru se faz presente e são diversas as manifestações religiosas presentes na localidade. Assim como diversos municípios brasileiros, o município se desenvolveu sobre uma matriz social eminentemente católica e é possível encontrar atualmente na cidade dezenas de denominações protestantes diferentes. Também é notório o crescimento dos sem-religião que, segundo dados de 2000, correspondem a 6,09 % da população religiosa da cidade. Manacapuru está localizada no país mais católico do mundo em números absolutos. A Igreja Católica teve seu estatuto jurídico reconhecido pelo governo federal em outubro de 2009, ainda que o Brasil seja atualmente um estado oficialmente laico.
De acordo com dados do censo de 2000, realizado pelo Instituto Brasileiro de Geografia e Estatística, a população de Manacapuru é composta por: Católicos (65,68%), evangélicos (25,73%), pessoas sem religião (6,09%), budistas (0,01%) e 2,14% estão divididas entre outras religiões. Entre as igrejas protestantes, destacam-se a Assembleia de Deus (15,36%), Igreja Batista (2,09 %) e Igreja Adventista do Sétimo Dia (1,72 %). Entre as denominações cristãs restauracionistas, destacam-se A Igreja de Jesus Cristo dos Santos dos Últimos Dias (1,16 %) e as testemunhas de Jeová (0,40 %). O espiritismo, judaísmo, a umbanda e o candomblé não foram identificados entre a população religiosa.

## Política

### Administração
De acordo com a Constituição de 1988, Manacapuru está localizada em uma república federativa presidencialista. Foi inspirada no modelo estadunidense, no entanto, o sistema legal brasileiro segue a tradição romano-germânica do Direito positivo. A administração municipal se dá pelo poder executivo e pelo poder legislativo.
O Poder executivo é representado pelo prefeito e gabinete de secretários, em conformidade ao modelo proposto pelo artigo 29 da Constituição do Brasil.
O Poder legislativo é constituído pela câmara, composta por vinte e um vereadores eleitos para mandatos de quatro anos (em observância ao disposto no artigo 29 da Constituição) e está composta da seguinte forma: sete cadeiras do Republicanos; sete cadeiras do Movimento Democrático Brasileiro (MDB); duas cadeiras do Progressistas; cinco cadeiras do Partido Social Democrático (PSD) e mais uma cadeira do Partido Liberal (PL) e uma cadeira do União Brasil. Cabe à casa elaborar e votar leis fundamentais à administração e ao Executivo, especialmente o orçamento participativo (Lei de Diretrizes Orçamentárias). O município de Manacapuru se rege por leis orgânicas. A comarca de Manacapuru foi criada em setembro de 1901, sendo extinta vinte anos depois, em 1921, e restabelecida no ano seguinte, em 1922.
A atual prefeita de Manacapuru é Valcileia Maciel, filiada ao MDB, que se encontra no exercício do cargo desde 1º de janeiro de 2025, tendo sido eleita em 06 de outubro de 2024, com mais de 71% dos votos válidos, para mandato com início em 01° de janeiro de 2025 à 01° de janeiro de 2029. 

## Economia
Caracteriza-se especialmente pela coleta de borracha e castanha exploração de caça, pesca, pecuária extensiva nos campos naturais e incipiente agricultura itinerante nas terras firmes, salientando-se nos últimos anos a cultura da juta e da pimenta-do-reino.
Com relação a Manacapuru, observa-se que, embora tenha nas indústrias extrativas animal e vegetal expressiva fonte de riqueza, é a agricultura, em particular a cultura da Juta, a base econômica do município.
| Produção agrícola | Produção agrícola | Produção agrícola |
| Produto           | Quantidade (t)    |                   |
| ----------------- | ----------------- | ----------------- |
| Mandioca          | 31.622            |                   |
| Banana            | 1.666             |                   |
| Milho             | 1.344             |                   |
| Laranja           | 692               |                   |
| Feijão            | 17                |                   |

### Setor primário
A agricultura em Manacapuru é uma das principais fontes econômicas. O município é o maior produtor nacional de juta, tendo destaque também para outros produtos como a mandioca, banana, milho, laranja, feijão, café e hortaliças.
A pecuária e a pesca também constituem um forte empreendedor econômico do município, com destaque para a criação de bovinos equinos e suínos. Em 2009, foram registradas 20.568 bovinos efetivos no município, além de 639 bubalinos e 294 eqüinos. Na pesca, as as espécies mais comuns são o pacu, sardinha, curimatá, branquinha, jaraqui, matrinxã, acari-bodó e outras espécies de peixes oriundos de água doce.
A avicultura também concentra uma representação econômica para a cidade, existindo uma granja com criação de galinhas de postura. O extrativismo vegetal ainda é uma atividade de grande significado para a economia local, através da exploração de produtos como a borracha, pupunha e madeira. Existem diversos viveiros de peixes na localidade, voltados à criação de espécies de peixes da Amazônia. Na fruticultura, produz-se no município maracujá, cupuaçu, mamão, abacaxi, banana, abacate, laranja, limão e melancia.

### Setor secundário
A produção industrial no município está intimamente ligada à agricultura e à indústria extrativa local. Há indústrias voltadas a atividades agropecuárias, produção de minerais não metálicos, metalúrgica, mecânica, materiais elétricos, material de transporte, madeira, mobiliário, papel, borracha, couro, produtos farmacêuticos e veterinários, materiais plásticos, têxtil, vestuário, bebida, fumo, editorial e gráfica, calçados e construção.
Em 2008, havia 918 empresas regularizadas no município, de acordo com o IBGE, gerando cerca de 4.850 empregos diretos.

### Setor terciário
O município mantém transações comerciais com as praças de Manaus e Belém. Entre os produtos que importa aparecem em primeiro lugar gêneros alimentícios, tecidos, medicamentos, ferragens e material elétrico. De acordo com dados de 2008, a sede municipal conta com 918 estabelecimentos de comércio, gerando aproximadamente 4 850 empregos diretos com salários de R$ 71.537, uma média de 3,3 salários mínimos.

## Estrutura urbana

### Habitação e infraestrutura básica e segurança
Manacapuru possui uma infraestrutura razoável. Em 2000 a cidade possuía 13 351 domicílios entre apartamentos, casas, e cômodos. Desse total 11 608 eram imóveis próprios, sendo 11 545 próprios já quitados (86,47%), 63 em aquisição (0,47%) e 678 alugados (5,08%); 1 010 imóveis foram cedidos, sendo 326 por empregador (2,44%) e 684 cedidos de outra maneira (5,12%). 55 foram ocupados de outra forma (0,41%). Parte dessas residências conta com água tratada, energia elétrica, esgoto, limpeza urbana, telefonia fixa e telefonia celular. Em 2000, 50,56% dos domicílios eram atendidos pela rede geral de abastecimento de água; 57,26% das moradias possuíam coleta de lixo e apenas 9,16% das residências possuíam escoadouro sanitário.
No período entre 1991 e 2000 o acesso a bens de consumo era considerado baixo. Em 1991, apenas 34,6% das residências possuíam geladeira; 39,5% televisão; 8,3% telefone e nenhuma das residências possuía computador. Em 2000 o índice se elevou: 57,5% das residências possuíam geladeira; 62,6% televisão; 8,5 telefone e 0,9% computador.
Por força da Constituição Federal do Brasil, a Guarda Municipal de Manacapuru, juntamente com a Polícia Militar, possui a função de proteger os bens, serviços e instalações públicas. Ainda, atendendo o interesse público e no exercício do seu poder de polícia, atua na prevenção e repressão de alguns crimes, especialmente contra bens e serviços públicos, podendo inclusive prender em flagrante delito os infratores e conduzi-los até a presença de um delegado de polícia, de acordo com o disposto na lei processual penal.
A criminalidade em Manacapuru está em elevado crescimento, como nos demais municípios brasileiros. Em 2006 a taxa de homicídios no município foi de 9,7 para cada 100 mil habitantes, sendo que em 2005 a taxa era de 8,8. O índice de óbitos por arma de fogo, após apresentar grande crescimento entre 2002 e 2005, caiu em 2006, sendo de 4,5  para cada 100 mil habitantes  neste ano. A taxa de óbitos por acidentes de trânsito, que era de um em 2002, subiu para 12 por cada 100 mil habitantes em 2006.

### Saúde e educação
O município possui vinte e quatro estabelecimentos de saúde, sendo que todos são públicos e municipais. Não há estabelecimento de saúde particular. Dos vinte e quatro estabelecimentos de saúde, quinze prestam serviços odontológicos e atuam como unidades básicas de saúde.
Manacapuru possui escolas em todas as regiões do município. O município em 2009 contava com aproximadamente 22 429 matrículas, 727 docentes e 171 escolas nas redes públicas e particulares, sendo 19 escolas estaduais e 150 municipais. 23 escolas municipais atuavam em atividades pré-escolares.

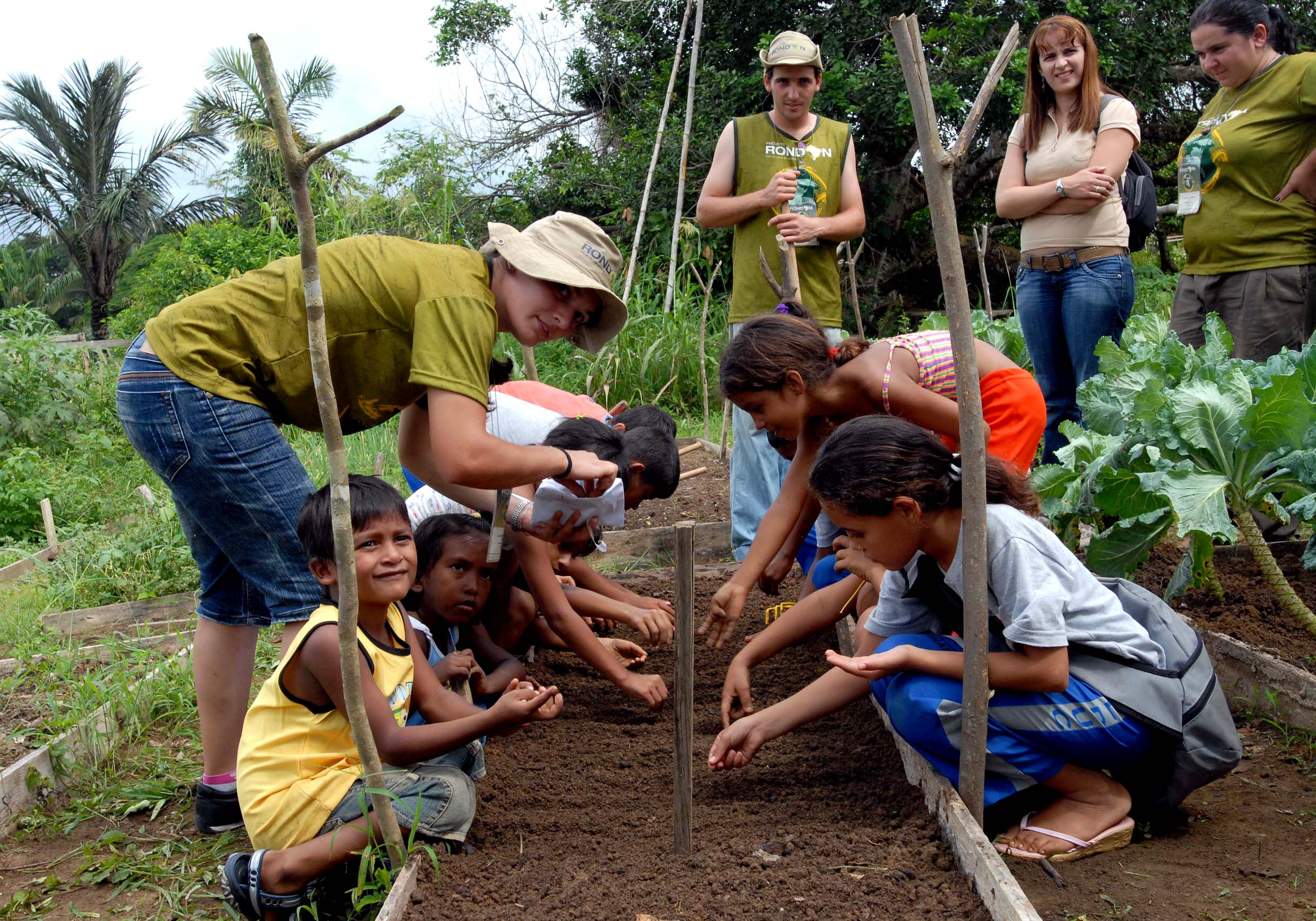
Oficina de horticultura do Projeto Rondon em Manacapuru (2009).

No ensino superior, o município possui um campus da Universidade do Estado do Amazonas (UEA),uma faculdade FAMETRO, e uma de medicina pertencente a Afya/Itpac. Em Manacapuru está sediado o Centro Metropolitano de Estudos Superiores da UEA (CMESU -UEA). O Centro Metropolitano, que abriga os cursos de Engenharia Naval, Engenharia de Pesca, Produção de Alimentos, Produção de Fibras e Arqueologia da Universidade do Estado do Amazonas, dá ênfase a tais cursos para atender as demandas específicas de Novo Airão, onde se encontra um centro de indústria naval regional, Iranduba, que possui grandes sítios arqueológicos, e Manacapuru, maior produtor brasileiro de fibra vegetal.
Manacapuru é uma das sedes do Projeto Rondon, uma iniciativa do governo brasileiro, coordenada pelo Ministério da Defesa, em colaboração com a Secretaria de Educação Superior do Ministério da Educação.

### Serviços e comunicações
O município é abastecido pela Usina Hidrelétrica de Balbina, localizada em Balbina, distrito do município de Presidente Figueiredo. Juntamente com a Usina Hidrelétrica de Samuel, Balbina abastece grande parte dos municípios da Amazônia Ocidental. A distribuição de energia no município é fornecida pela Amazonas Energia.
O serviço de abastecimento de água de toda a cidade é feito pelo Serviço de Abastecimento de Água e Esgoto (SAAE). Já a coleta de esgoto é realizada pela própria prefeitura. Ainda há serviços de internet discada e banda larga (ADSL) sendo oferecidos por diversos provedores de acesso gratuitos e pagos. O serviço telefônico móvel, por telefone celular, é oferecido por diversas operadoras. O código de área (DDD) de Manacapuru é 092 e o Código de Endereçamento Postal (CEP) da cidade é 99825-000.
Manacapuru recebe sinais de televisão aberta de várias emissoras brasileiras. Entre as emissoras regionais que veiculam programas ligados ao município, destacam-se a Rede Calderaro de Comunicação, que veicula a TV A Crítica; o Grupo Norte de Comunicação, que veicula a TV Norte Amazonas, afiliada ao SBT; e a Rede Amazônica, afiliada à Rede Globo.

### Transporte
O município possui muita tradição no transporte hidroviário, tendo em vista a abundância dos rios que cortam a localidade, entretanto com a criação da região metropolitana de Manaus (2007), o transporte rodoviário tem assumido um caráter mais relevante dentro do seus limites territoriais. Manacapuru, assim como os demais municípios amazonenses, não é cortada por ferrovias em seu território. O transporte público em Manacapuru, assim como em toda a Região Metropolitana de Manaus, é administrado pela Superintendência de Transporte Urbano da Grande Manaus (STU-RMM). O transporte aéreo também é usado, embora em menor escala.

#### Fluvial

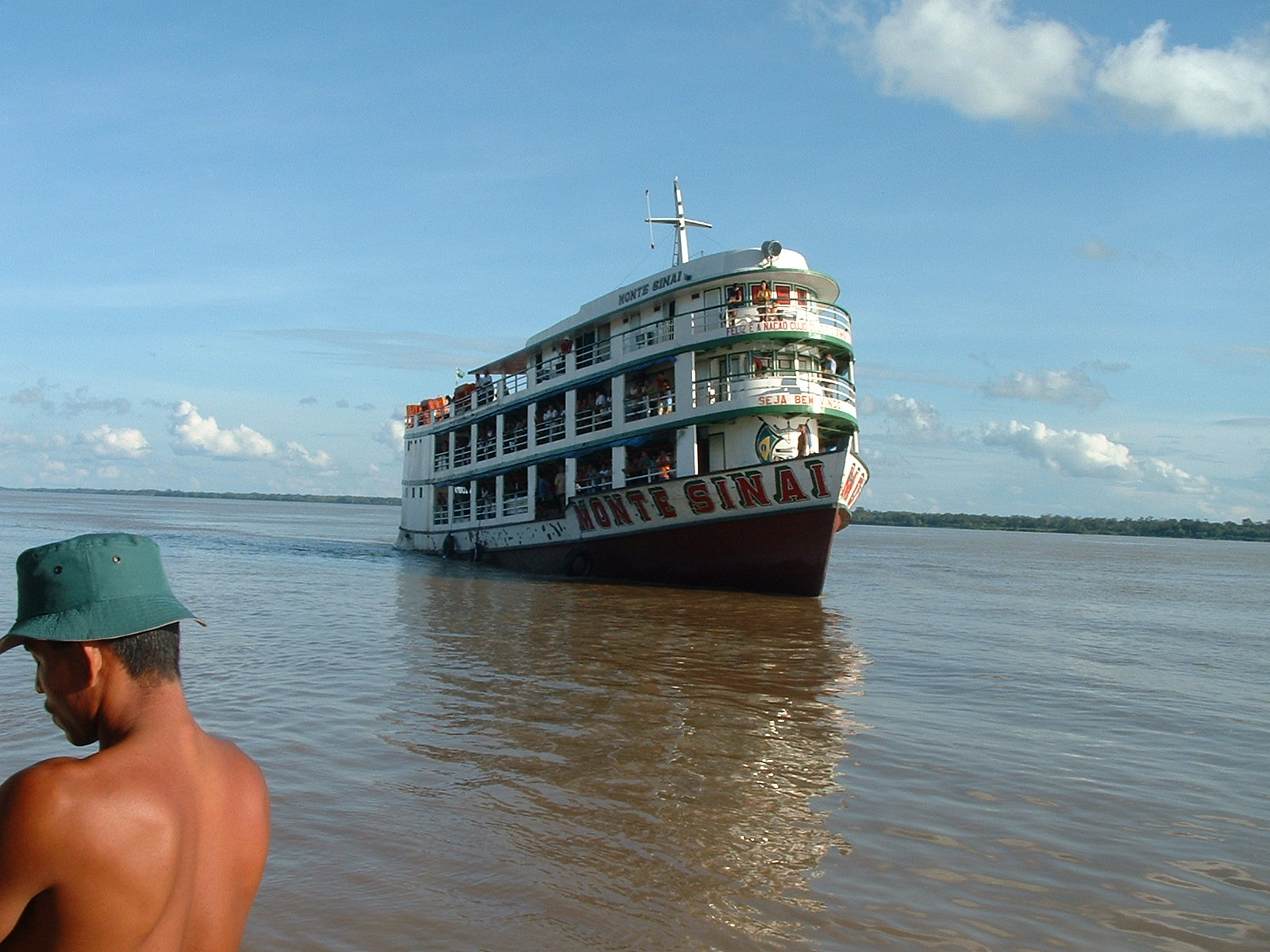
Barco no rio Amazonas. O transporte fluvial nessa região é muito comum, pois existem poucas estradas.

Os rios amazônicos são ainda hoje, como no tempo do Brasil-Colônia, as únicas vias de penetração nessa região. A navegação fluvial é muito intensa no Amazonas, que possui o maior rio em volume de águas do mundo, o Rio Amazonas. Os rios de pequeno porte da região são navegáveis até o alto curso, como acontece nos rios juruá e Purus. Os tipos de embarcação hidroviária utilizadas na região variam desde pequenos barcos até a navios de cruzeiro. São usadas ainda embarcações à vela, geralmente chamadas de "canoas", "geleiras" ou "vigilengas", que realizam grande parte do tráfego à capital, Manaus, e outras localidades rurais do município. O Terminal Hidroviário de Manacapuru, de responsabilidade da SNPH, é um dos maiores do norte brasileiro.

#### Rodoviário
As únicas rodovias existentes em Manacapuru são a AM-070, que interliga Manacapuru à Manaus, Iranduba e Manaquiri; e a AM-254, que interliga Manaus à Novo Airão, passando por Manacapuru. Em relação à frota automobilística, em 2009 foram contabilizados 12 492 veículos. Há ainda empresas de transporte público que realizam viagens para comunidades rurais do município. O acesso à Manaus é feito principalmente pela AM-070 onde está a Ponte Jornalista Phelippe Daou , além de outras quatro pontes, duas sobre o rio Ariaú e duas sobre o rio Miriti. A viagem dura mais ou menos uma hora de carro, e existe um serviço de ônibus entre as duas cidades, com treze viagens diárias.

## Cultura e sociedade
A cultura do município, assim como do Amazonas, foi largamente influenciada pelos povos nativos da região e pelos diversos grupos de imigrantes e migrantes que ali se estabeleceram, principalmente espanhóis. Manacapuru tornou-se uma cidade com ampla miscigenação cultural e diversificadas culturas. Os nordestinos que migraram para a Amazônia no fim do Século XIX e início do Século XX, atraídos pelo Ciclo da borracha, também contribuíram para a formação da cultura municipal. Tudo isso gerou na localidade e no estado uma cultura mestiça e com grande contribuição e permanência da cultura indígena.
A cultura manacapuruense é rica em tradições e festas folclóricas bastante apreciadas. Por conta do Festival de Cirandas, que nos últimos anos tem atraído grande número de turistas para a cidade, Manacapuru ficou conhecido como a "Terra das Cirandas".
Na música, os destaques são a ciranda e o forró. Manacapuru possui um projeto chamado "Caravana da Música", que conta com a participação de diversos artistas regionais e nacionais.

### Festival de cirandas

Apresentação de Ciranda durante o festival.

Assim como Parintins, Manacapuru também é conhecida por seu festival folclórico, porém, ao invés do característico boi-bumbá de Parintins, a cidade é conhecida por suas cirandas, agremiações que tocam um estilo de música típico local, e apresentam desfiles competitivos. Realiza-se todos os anos, o Festival de Ciranda de Manacapuru, no Cirandódromo da cidade, localizado no Parque do Ingá geralmente no último fim de semana do mês de agosto ou início de setembro.
O primeiro Festival de Cirandas competitivo aconteceu em 1997. A partir de então, a manifestação cultural recebeu status de manifestação folclórica e a cada ano apresentou mais qualidade e nível técnico nas noites da festividade.
São três as agremiações que compõem o festival do município: Flor Matizada, Guerreiros Mura e Tradicional. O Festival de Ciranda de Manacapuru é um dos maiores do estado do Amazonas e da Região Norte do Brasil, recebendo de 50 a 90 mil turistas todos os anos.

### Turismo
Manacapuru é um dos maiores destinos turísticos no Amazonas, recebendo um elevado número de turistas que visitam as praias, lagos e igarapés das proximidades, que contam com diversos hotéis de selva.
O ecoturismo, também chamado de turismo de natureza, atrai milhares de turistas ao município. Entre as atrações naturais da cidade, destacam-se: Reserva Ecológica de Manacapuru, possuindo uma vegetação típica de várzea, com gigantescas árvores, como a Sumaúma. Caracteriza-se como uma área migratória e de produção de aves, sendo também um dos melhores locais para a pesca esportiva, pela variedade de peixes como a piranha e o aruanã. Possui um hotel flutuante e um observatório de pássaros, de jacarés e aves. Situa-se na margem esquerda do Rio Solimões.
A Comunidade Indígena Sahu-Apé também é um atrativo natural da localidade, onde se encontram especiarias indígenas.  A Ilha de Santo Afonso, no rio Solimões, também é um atrativo natural muito visitado.
O Cais do Porto, no centro da cidade, é um dos principais pontos turísticos, sendo um porto histórico e regional . 
A centenária Igreja Matriz de Nossa Senhora de Nazaré é o cartão postal mais conhecido de Manacapuru. Um marco, com grande presença na educação e na formação religiosa do povo manacapuruense, erguida com espírito de colaboração e solidariedade, é uma das 10 Paróquias da Prelazia de Coari.
O prédio passou por várias edificações, que melhoraram e ampliaram a estrutura ao longo do tempo. Antes da construção do templo atual, os ofícios religiosos eram realizados em uma capelinha singela, construída no inicio do século XIX e situada onde, atualmente, é a praça 16 de julho . A capela era, a princípio, uma iniciativa da população local, que se responsabilizava pela  manutenção e organização dos cultos religiosos. A construção da Igreja de Nossa Senhora de Nazaré teve início em 1904 e foi concluída em 1907. A família Ventura se destacou pelo apoio dado à construção.
Os investimentos feitos na obra vieram da colaboração de vários comerciantes bem sucedidos e também por meio da realização de arraiais e feiras culturais
. O material destinado à edificação do templo foi adquirido em parte na capital amazonense . Grande parte dos tijolos foi comprada no município de Coari .
É de se notar que o material é de boa qualidade, visto que perdura até hoje na estrutura original. Os azulejos, que ornamentaram o altar da capela, por muitos anos foram trazidos de Portugal , mas a última reforma, em 2007, precisou retirá-los, para melhorar a qualidade do piso.
O espírito de colaboração do povo era tão grande que quando os materiais para a construção chegavam ao porto da cidade através dos barcos, o povo era que conduzia até o canteiro de obras. Homens, mulheres e crianças trabalhavam com a maior satisfação, na expectativa de verem a obra concluída.
O altar em forma de canoa que há na igreja foi usado na missa feita pelo Papa João Paulo II, quando visitou Manaus em 1980.
Os padres redentoristas do Brasil foram os responsáveis pela organização da comunidade que mais tarde se tornaria a Paróquia de Nossa Senhora de Nazaré.
A Câmara Municipal, que abrigou durante a década de 1930 a sede do Poder Executivo, a Coletoria Estadual e o Fórum de Justiça. Em 1976 instalou-se definitivamente no prédio a Câmara Municipal de Manacapuru, fazendo com que este recebesse a denominação de Palácio Antero de Rezende; o Colégio Nossa Senhora de Nazaré , teve suas obras iniciadas em 1946 e concluídas em 1951. Seu desenho arquitetônico tem muito a ver com o estilo europeu. Foi construído com recursos oriundos da própria missão e do governo brasileiro, além da contribuição da comunidade local, que ajudou com a mão-de-obra; Prédio Fórum de Justiça, construído no início da década de 1930, por Francisco do Couto Valle, e destinava-se a cadeia municipal. Serviu como hotel. De 1991 a 1993 o prédio passou a ser utilizado com sede da Secretaria Municipal de Saúde. Passou a hospedar a sede do Fórum de Justiça da Câmara de Manacapuru. Destacam-se ainda os prédios da Prefeitura Municipal, um dos mais antigos da cidade, e a sede da Maçonaria.

### Futebol
No futebol, o principal clube de futebol de Manacapuru é o Princesa do Solimões Esporte Clube, tendo sido fundado no dia 18 de agosto de 1971. Sua sede é estabelecida na Avenida Getúlio Vargas, no Centro Histórico de Manacapuru. O Princesa do Solimões fez a primeira partida Oficial do Primeiro Campeonato Amazonense de Futebol em 1987, sendo o terceiro clube de futebol do interior amazonense a participar de tal evento, sendo precedido pelos clubes Penarol, de Itacoatiara e Olaria, de Humaitá. Grande revelador de talentos, fez surgir uma gama de estrelas do futebol nortista, tais como Naílton, Zédvan e Alcimar. O "Tubarão do Solimões", assim como é comumente conhecido pelos amazonenses, tem como símbolo um "Tubarão". Conquistou o título do Amazonense em 2013, e infelizmente saiu 6 vezes com o vice-campeonato (1995, 1997, 2014, 2015, 2016 e 2022), além da conquista do Torneio Início de 1997 e 2007. O clube já esteve e está presente de vez em quando em campeonatos regionais e nacionais como a Copa Verde, o Brasileirão Série D, a Segunda divisão do Campeonato Brasileiro (1989) e a Copa do Brasil.
Outro clube de Manacapuru a chegar no futebol profissional foi o Operário, fundado em 10 de Junho de 1982 o clube profissionalizou-se em 2010 sagrando-se logo campeão da Série B do campeonato Amazonense, e em menos de dois anos chegando à Série A.